# دانشگاه آنهویی

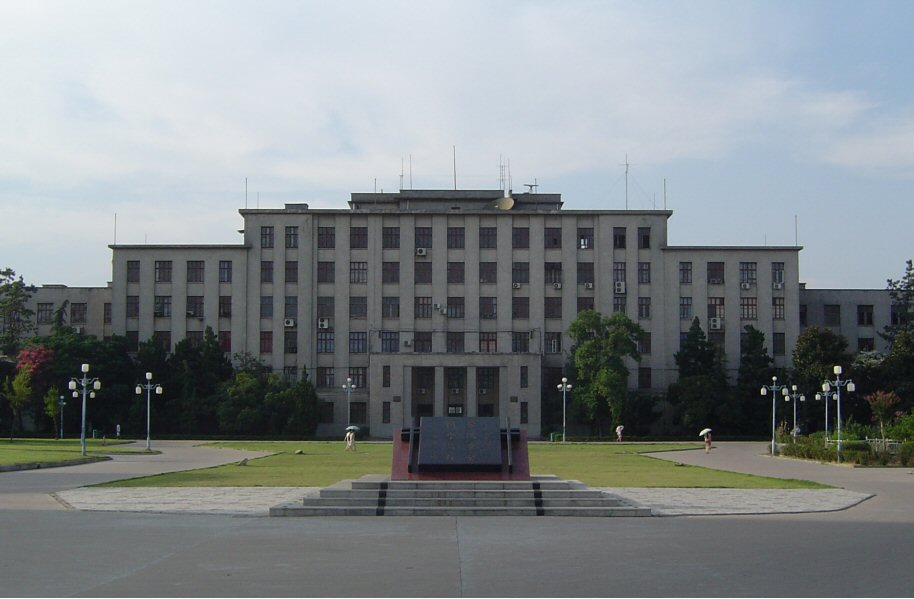
ورودی جنوبی دانشگاه آنهویی

دانشگاه آنهویی (Chinese)، که در زبان چینی به‌عنوان آن دا (安大، Āndà) شناخته می‌شود، در هفئی، مرکز استان آنهویی، چین واقع شده‌است. دانشگاه آنهویی در سال ۱۹۲۸ در انگینگ تأسیس شد و در سال ۱۹۴۶ «دانشگاه ملی آنهویی» نام گرفت. در سال ۱۹۵۸ به هفئی منتقل شد. این دانشگاه توسط وزارت آموزش چین به رسمیت شناخته شده‌است.
کتابخانه دانشگاه دارای مجموعه ای از بیش از ۱٫۷۵ میلیون کتاب و بیش از ۷۰۰۰ نشریه چینی و خارجی است. دو کتابخانه هم در پردیس اصلی و هم در پردیس جدید وجود دارد.